# Pays en développement sans littoral

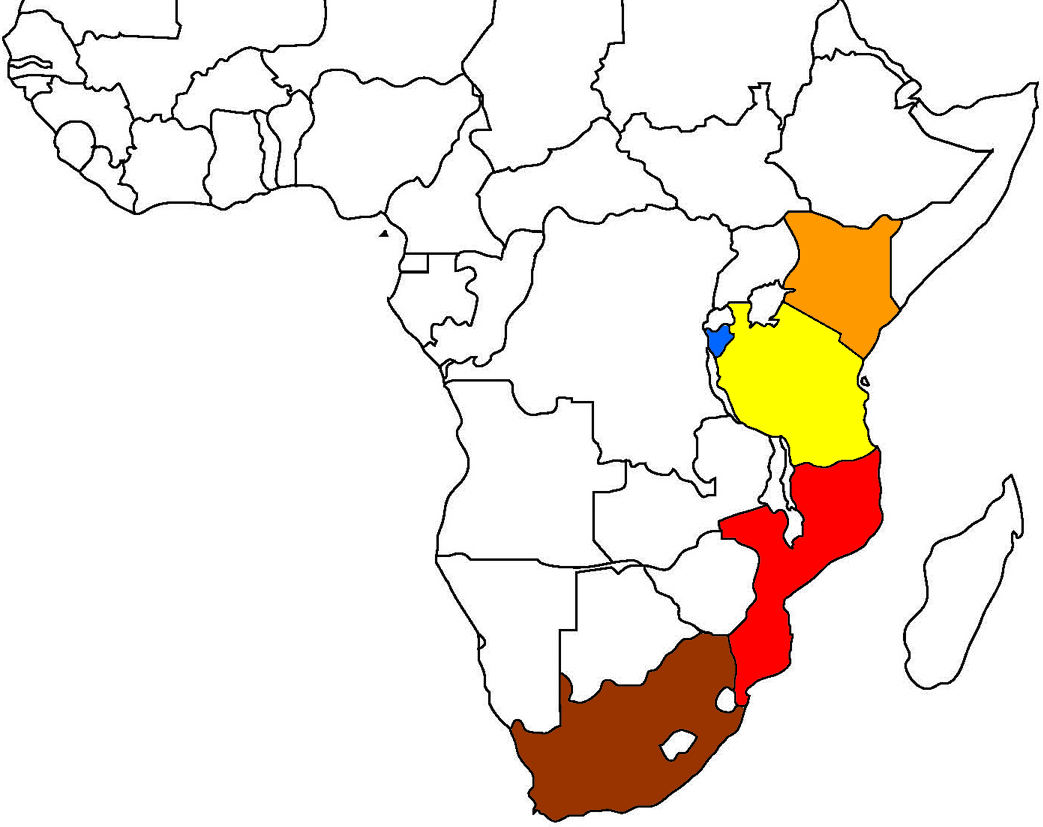
Carte illustrant la lutte du Burundi (en bleu) à trouver une voie d'exportation appropriée.

Les pays en développement sans littoral (PDSL) sont des pays en développement qui n'ont pas accès à la mer. Les inconvénients subis par ces pays, entre autres économiques, font qu'ils sont généralement classés dans les pays les moins avancés (PMA). En dehors de l'Europe, un pays enclavé n'a pas beaucoup de chance de succès lorsqu'il est mesuré avec l'indice de développement humain (IDH) ; neuf des douze pays ayant le plus faible IDH sont enclavés. Les pays enclavés qui dépendent du commerce transocéanique souffrent généralement d'un coût du commerce comparé à leurs voisins maritimes ; les pays sans littoral connaissent une croissance économique de 6 % de moins de leur pays non enclavés, tenant autres variables constantes.